# مارتون فولوب
مارتون فولوب (بالمجرية: Fülöp Márton)‏ (مواليد 3 مايو 1983 في بودابست - المجر - 12 نوفمبر 2015) لاعب كرة قدم مجري كان يلعب لصالح نادي الدرجة الممتازة سندرلاند الإنجليزي منذ 2006 في مركز حارس مرمى.

## روابط خارجية
- مارتون فولوب على موقع إي إس بي إن إف سي (الإنجليزية)
- مارتون فولوب على موقع قاعدة بيانات كرة القدم.إي يو (الإنجليزية)
- مارتون فولوب على موقع ناشيونال فوتبول تيمز (الإنجليزية)
- مارتون فولوب على موقع Soccerbase.com (لاعب) (الإنجليزية)
- مارتون فولوب على موقع Soccerway.com (الإنجليزية)
- مارتون فولوب على موقع عالم كرة القدم.نت (الإنجليزية)